# Lennart Fagerlund
Lennart Sven Arne Fagerlund (ur. 2 kwietnia 1952 w Nässjö) – szwedzki kolarz szosowy, dwukrotny medalista mistrzostw świata.

## Kariera
Pierwszy sukces w karierze Lennart Fagerlund osiągnął w 1973 roku, kiedy wspólnie z Tordem Filipssonem, Svenem-Åke Nilssonem i Leifem Hanssonem zdobył brązowy medal w drużynowej jeździe na czas na mistrzostwach świata w Barcelonie. W tej samej konkurencji Szwedzi w składzie: Tord Filipsson, Lennart Fagerlund, Bernt Johansson i Sven-Åke Nilsson zwyciężyli podczas rozgrywanych rok później mistrzostw świata w Montrealu. W 1972 roku wystartował na igrzyskach olimpijskich w Monachium, gdzie w drużynie był szósty, a w wyścigu ze startu wspólnego zajął 42. miejsce. Wielokrotnie zdobywał medale mistrzostw krajów nordyckich, w tym pięć złotych. Ponadto w latach 1973–1976 zdobywał złote medale mistrzostw Szwecji w drużynowej jeździe na czas.

## Źródła
- Profil na cyclingarchives.com (ang.)
- Profil na the-sports.org (ang.)
- Profil na sports-reference.com. sports-reference.com. [zarchiwizowane z tego adresu (2014-10-21)]. (ang.).